# Acianthus corniculatus
Acianthus corniculatus là một loài thực vật có hoa trong họ Lan. Loài này được Rendle mô tả khoa học đầu tiên năm 1921.